# Education Act 1944

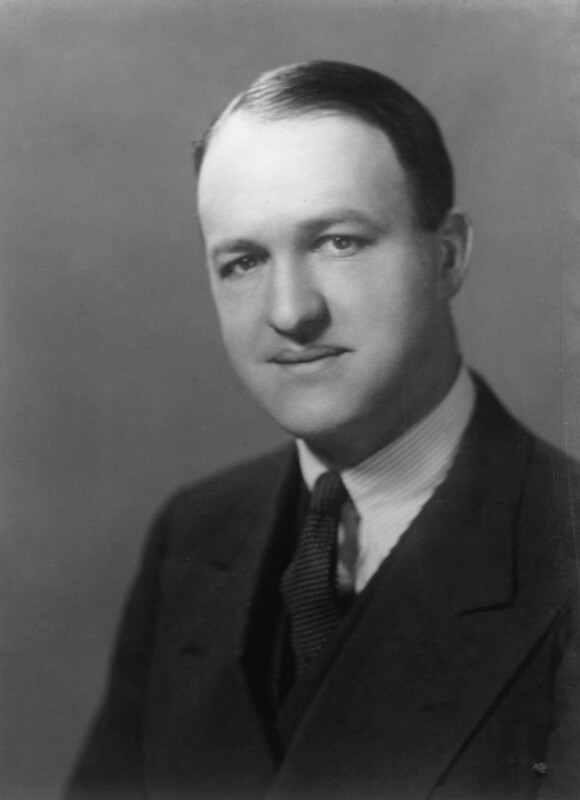
Rab Butler (1934)

Der britische Education Act 1944 regelte im Kriegsjahr 1944 eine weitgehende Bildungsreform des Schulsystems im Vereinigten Königreich. Nach dem verantwortlichen Präsidenten der Bildungsbehörde Rab Butler heißt er auch Butler Act. Das Gesetz bildete ebenso wie der sozialpolitische Beveridge-Report einen Teil des post-war consensus aller Parteien. Der Act war gültig bis zur breiten Einführung der Gesamtschule in den 1960er Jahren, in anderen Teilen bis zum Education Reform Act 1988 und noch bis 1996.

## Vorgeschichte
Ein Memorandum Education After the War (bekannt als „Green Book“) wurde vom Board of Education noch unter dem Präsidenten Herwald Ramsbotham im Juni 1941 an verschiedene Empfänger übergeben. Rab Butler trat das Präsidentenamt im Board am 20. Juli 1941 an. 1943 folgte das Weißbuch Educational Reconstruction, das zur direkten Vorlage für den Act 1944 wurde. Es sollte die Bildungsbedarfe und sozialen Änderungen im Zeichen des Weltkrieges beschreiben. Die Vorschläge gingen zurück bis auf den Labour-Politiker R. H. Tawney und den Bildungsreformer William Henry Hadow.
Ein Problem stellte die Kirchenbeteiligung dar, die am Bildungssystem beteiligt bleiben sollte. Die Church of England stimmte zu, dass die kirchlichen Schulen sich freiwillig der staatlichen Kontrolle unterstellten, im Gegenzug für eine staatliche Finanzierung. Auch wurde der Religionsunterricht in säkularen Schulen unterstützt.
Während sich die Gesetzgebung im Jahr 1944 bis zur königlichen Zustimmung am 3. August vollzog, sollten die Änderungen erst nach dem Krieg greifen. Die Konservativen waren vor allem mit Religionsbestimmungen und der erhaltenen sozialen Hierarchie zufrieden, die Labour Party sah neue Chancen für die Arbeiterkinder. Allgemein wurde das Ende des Schulgeldes in der Sekundarstufe begrüßt.

## Neue Bildungspolitik
Butler sah seine Position als Fortsetzung des Reformkonservatismus One Nation Conservatism in der Tradition von Benjamin Disraeli.

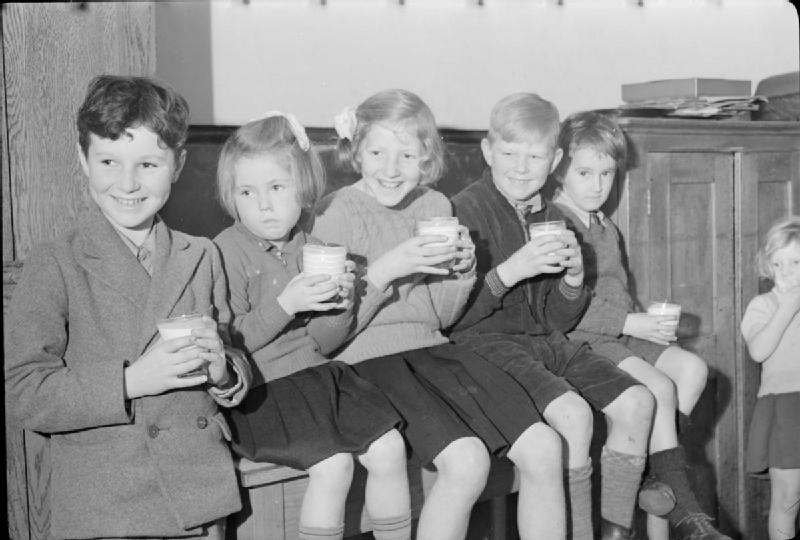
Schulmilchverteilung 1942

Es gab keine durchgehende Schulform von 5 bis 14 Jahren (wie die deutsche Volksschule) mehr, sondern im Alter von 11 Jahren wurde eine Prüfung (Eleven plus) abgelegt, die für eine Schulentscheidung sorgte. Nach der Primarschule sollte es drei verschiedene Sekundarschulformen geben: die weniger elitäre Grammar School, die Secondary Modern School, die Technical School (wenig ausgebaut). Eine Prüfung sollte die Zuweisung entscheiden. Alle Sekundarschulen waren schulgeldfrei, dafür gab es nun eine größere Staatsfinanzierung. Dies ermöglichte auch Unterprivilegierten größere Bildungschancen. Das Board of Education wurde zum Ministry of Education umgebildet. Eine Schulzeit bis zum 16. Lebensjahr sollte später eingeführt werden, sobald es praktikabel war. Tatsächlich kam es erst 1973 dazu. Mehr Mädchen und mehr Arbeiterkinder bezogen von nun an eine höhere Bildung, der Anteil wuchs von 1 % auf 3 % aller Kinder.
Eine Besonderheit war die Einführung einer kostenlosen Milchversorgung für alle Schüler unter 18 Jahren. 1968 wurde die Milch für die Sekundarschüler gestrichen, Bildungsministerin Margaret Thatcher (darauf als milk snatcher verspottet) nahm sie 1971 den Schülern über 7 Jahren weg. Erst 1977 wurde sie ganz gestrichen (durch Labour).

## Einzelbelege
1. ↑  Kevin Jeffereys: R. A. Butler. The Board of education and the 1944 education act. In: History. Band 69, Nr. 227, Januar 1984, ISSN 0018-2648, S. 415–431, doi:10.1111/j.1468-229X.1984.tb01429.x.
2. ↑  Peter Gordon, Denis Lawton: Dictionary of British Education. Routledge, 2003, ISBN 0-7130-0237-9 (google.de).
3. ↑  Derek Gillard: 1939-1945 (Kapitel 9). In: Education in England. Abgerufen am 11. Januar 2022.
4. ↑  Brian Simon: The Politics of Educational Reform 1920-1940. Lawrence & Wishart, London 1974, ISBN 978-1-910448-35-9 (jhu.edu [abgerufen am 11. Januar 2022]).
5. ↑  S.J.D. Green: The 1944 Education Act: A Church-State Perspective. In: Parliamentary History. Band 19, Nr. 1, 17. März 2008, S. 148–164, doi:10.1111/j.1750-0206.2000.tb00450.x.
6. ↑  Peter Gosden: Putting the Act together. In: History of Education. Band 24, Nr. 3, September 1995, ISSN 0046-760X, S. 195–207, doi:10.1080/0046760950240301.
7. ↑  Paul Addison: The Road to 1945: British politics and the Second World War, Penguin 1975, S. 237–238
8. ↑  Brian Simon: The 1944 Education Act: A Conservative Measure?, History of Education. (1986), 15#1 S. 31–43
9. ↑  Vgl. etwa Paul Muldoon: Einleitung von Paul Muldoon. In: Paul McCartney: Lyrics. 1956 bis heute. Hrsg. mit einer Einleitung von Paul Muldoon. Aus dem Englischen übersetzt von Conny Lösche. C. H. Beck, München 2021, ISBN 978-3-406-77650-2, S. XXVI–XXXI, hier: S. XXVI.
10. ↑  Education Act 1944, Section 35
11. ↑  The National Archives: Public Information Films | 1945 to 1951 | Charley Junior’s School Days. Abgerufen am 11. Januar 2022.